# Paderne (Melgaço)
Paderne is een plaats (freguesia) in de Portugese gemeente Melgaço en telt 1235 inwoners (2001).

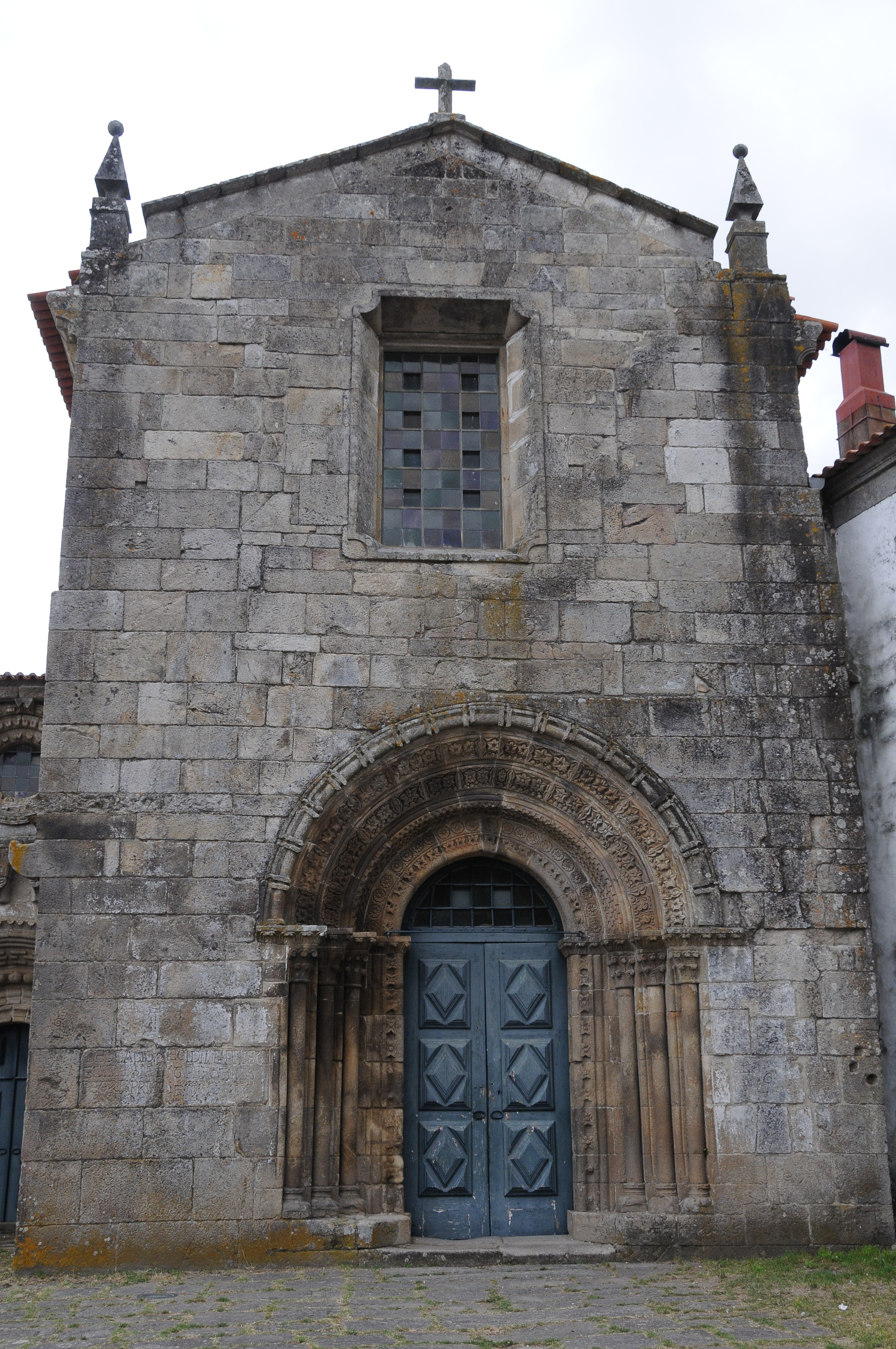